# 2010年度SINA Music樂壇民意指數頒獎禮得獎名單
SINA Music樂壇民意指數頒獎禮2010，於2011年1月19日假九龍灣國際展貿中心HALL2舉行，主題為「樂力轉．發好音樂」，主持為周子駒、楊愛瑾，當晚共頒發28個項目，其中14項「我最喜愛」獎項為由網民選舉得出，總共37個獎項，以下為當晚的得獎名單：

## 得獎名單

### SINA Music 最高收聽率二十大歌曲
- 《屈尾十》 ——HotCha
- 《有時》 ——周國賢
- 《韓國勁舞權》 ——陸永
- 《字花》 ——薛凱琪
- 《黑色狂迷》 ——Mr.
- 《偉大航道》 ——C君
- 《Deadline》 ——張敬軒
- 《開籠雀》 ——王菀之
- 《玩樂》 ——方大同
- 《可惜所需不是我》 ——周子揚
- 《乞丐王子》 ——周柏豪
- 《無忘花》 ——林二汶
- 《超生培慾》 ——麥浚龍
- 《一年》 ——關楚耀
- 《珊瑚島》 ——官恩娜
- 《圍城故鄉》 ——孫耀威
- 《一絲不掛》 ——陳奕迅
- 《K歌之后》 ——鄭融
- 《中學生應該談戀愛》 ——野仔
- 《Summer of Love》 ——盧凱彤

### SINA Music 民意指數大獎
- 我最喜愛男新人
  - 羅力威
- 我最喜愛女新人
  - 連詩雅
- 我最喜愛新組合
  - 糖兄妹
- 我最喜愛演唱會
  - 《農夫Down to Earth Concert 2010》 ——農夫
- 我最喜愛至尊大碟
  - 《Time Flies》 ——陳奕迅
- 我最喜愛唱作人
  - 方大同
- 我最喜愛男歌手(香港)
  - 張敬軒
- 我最喜愛女歌手(香港)
  - 王菀之
- 我最喜愛組合 (香港)
  - Mr.
- 我最喜愛全國男歌手
  - 陳奕迅
- 我最喜愛全國女歌手
  - 蔡健雅
- 我最喜愛全國組合
  - S.H.E
- 我最喜愛至尊國語金曲
  - 《椰殼》 ——方大同
- 我最喜愛至尊金曲
  - 《一絲不掛》 ——陳奕迅

### SINA Music 至尊大獎
- SINA MUSIC 微博歌曲大獎
  - 《博愛》 ——關楚耀
- SINA MUSIC 廣告歌曲大獎
  - 《惠氏金裝膳兒加》 ——薛凱琪
- SINA MUSIC 電視劇主題曲大獎
  - 《直到你不找我》 ——林峯
- SINA MUSIC 合唱歌曲大獎
  - 《Happiness》 ——陳奐仁、MC Jin
- SINA MUSIC 原創歌曲大獎
  - 《有時》 ——周國賢
- SINA MUSIC 最高收視 MV 大獎
  - 《超生培慾》 ——麥浚龍
- SINA MUSIC LIVE 現場演繹大獎
  - 《野仔8周年音樂會》 ——野仔
- SINA MUSIC 全能歌手大獎
  - 林峯
- SINA MUSIC 傑出音樂人大獎
  - 陳奐仁
- SINA MUSIC 創作概念大碟
  - 《Man in the Mirror》 ——孫耀威
- SINA MUSIC 全碟試聽 –最高收聽率大碟
  - 《No. Eleven》 ——張敬軒

### 微博發聲大獎
- 新浪微博發聲男歌手
  - 周柏豪
- 新浪微博發聲女歌手
  - 梁詠琪

## 媒體播放
於香港、中國、台灣新浪網上直播及重溫。另外，本年度之賽果並不計算入四台聯頒音樂大獎內。

## 外部連結
- SINA Music樂壇民意指數頒獎禮2010

## 參看
- SINA Music樂壇民意指數頒獎禮